# Mediterraneo
Mediterraneo je italijanski komično-dramski film režiserja Gabrieleja Salvatoresa, ki je izšel leta 1991 v distribuciji Penta Film.
Zgodba govori o enoti italijanskih vojakov, ki med drugo svetovno vojno obtičijo na majhnem grškem otoku, kjer se zbližajo z domačini. V glavnih vlogah so zaigrali Diego Abatantuono, Claudio Bigagli in Giuseppe Cederna, kot lokacija pa je služil otoček Kastellórizo v Dodekanezu.
Po mnenju kritikov gre za prisrčno in nostalgično zgodbo, ki se s pazljivo režijo izogne pasti patetike. Film je bil finančno razmeroma uspešen tudi v Združenih državah Amerike in je osvojil oskarja za najboljši tujejezični film na podelitvi leta 1992.

## Zgodba
Med drugo svetovno vojno leta 1941 pošlje italijanska vojska skupino posebnežev, ki se v bojevanju niso izkazali, za štiri mesece na stražarsko zadolžitev na strateško nepomemben otoček v Egejskem morju nedaleč od turške obale, od koder naj bi poročali o premikih sovražnih ladij in ubranili morebiten napad. Med njimi so bojeviti narednik Nicola Lorusso, poročnik Raffaele Montini, ki je ljubitelj umetnosti, kmetovalec Eliseo Strazzabosco s svojo mulo Silvano, brata pastirja in drugi. Ob prihodu je otok navidez opuščen, zato postavijo improvizirano postojanko in se (ne preveč zavzeto) pripravijo na napad neznane sile. Ponoči zaslišijo bobnenje eksplozij in spoznajo, da so zavezniki potopili ladjo, s katero so prišli. Kmalu za tem nekdo po nesreči ustreli Eliseovo ljubljeno Silvano, zato ta v navalu besa razbije še radio, njihovo edino preostalo vez s svetom. Ko se v naslednjih dneh nič ne zgodi, se vojaki, pozabljeni od vojne vihre, počasi prepustijo brezdelju.
Počasi se pojavijo tudi otočani, ki so se ob njihovem prihodu poskrili. Vse za boj sposobne moške so jim odpeljali Nemci in so sprva nezaupljivi, a kmalu spoznajo, da je ta skupinica nenevarna in jih sprejmejo v svoje življenje. Tudi vojaki razen narednika Lorussa se prepustijo usodi: Montini se loti slikanja, pastirja se umakneta v gore, kjer spoznata mično grško pastirko in se zbližata z njo, najbolj zadržani član skupine Antonio Farina pa se nesmrtno zaljubi v lokalno prostitutko Vassilisso. Ko jim prevarantski turški trgovec pobere vse orožje in pobegne s svojim čolnom, se tudi Lorusso nekoliko sprosti. Najrazburljivejši dogodek do konca je poroka Antonia in Vassilisse v pravoslavni cerkvici, v kateri je Montini na prošnjo duhovnika obnovil freske.
Tri leta po prihodu na otoku zasilno pristane izvidniško letalo. Pilot jim pove, da je vojne konec in ob odhodu obljubi, da bo nadrejnim prenesel vest o njih. Kmalu res pride angleška ladja in jih odpelje, razen Corrada Novente, ki je že prej zaradi domotožja ušel s čolnom, in Farine, ki se skrije ter ostane s svojo Vassilisso. Film se konča z otožnim ponovnim snidenjem zdaj ostarelih članov enote mnogo let kasneje: Montini na Farinino povabilo znova obišče otok in na svoje presenečenje tam najde tudi Lorussa, ki se je, razočaran nad stanjem v državi po vojni, vrnil ter odprl gostinski lokal.

## Igralska zasedba
- Diego Abatantuono kot narednik Nicola Lorusso
- Claudio Bigagli kot poročnik Raffaele Montini
- Giuseppe Cederna kot Antonio Farina
- Claudio Bisio kot Corrado Noventa
- Luigi Alberti kot Eliseo Strazzabosco
- Ugo Conti kot Luciano Colasanti
- Memo Dini kot Libero Munaron
- Vasco Mirandola kot Felice Munaron
- Vana Barba kot Vassilissa